# Gare de Nakayamadera
La gare de Nakayamadera (中山寺駅, Nakayamadera-eki) est une gare ferroviaire située dans la ville de Takarazuka, dans la préfecture de Hyōgo au Japon. La gare est exploitée par la compagnie JR West, sur les lignes Fukuchiyama/JR Takarazuka. L'utilisation de la carte ICOCA est valable dans cette gare.

## Disposition des quais
La gare de  Nakayamadera est une gare disposant de deux quais et de deux voies.
| N° de voie | Ligne           | Direction          |
| ---------- | --------------- | ------------------ |
| 1          | ▆ JR Takarazuka | Takararazuka/Sanda |
| 2          | ▆ JR Takarazuka | Amagasaki/Osaka    |

## Gares/Stations adjacentes
| JR West               |                                            |                                            |                                            |                     |
| Direction Fukuchiyama | Ligne de Fukuchiyama (Ligne JR Takarazuka) | Ligne de Fukuchiyama (Ligne JR Takarazuka) | Ligne de Fukuchiyama (Ligne JR Takarazuka) | Direction Amagasaki |
| Takarazuka            |                                            | Tambaji Rapid Service 丹波路快速           |                                            | Kawanishi-Ikeda     |
| Takarazuka            |                                            | Rapid Service 快速                         |                                            | Kawanishi-Ikeda     |
| Takarazuka            |                                            | Local 普通                                 |                                            | Kawanishi-Ikeda     |